# Paternoster Valley
Paternoster Valley är en dal i Antarktis. Den ligger i Sydorkneyöarna. Argentina och Storbritannien gör anspråk på området. Paternoster Valley ligger på ön Signy. Den ligger vid sjön Sombre Lake.